# Garzigliana
Garzigliana – miejscowość i gmina we Włoszech, w regionie Piemont, w prowincji Turyn.
Według danych na rok 2004 gminę zamieszkiwały 544 osoby, 77,7 os./km².